# Travis Oliver
Pour les articles homonymes, voir Oliver.
Travis Oliver (né en Belgique) est un acteur anglais qui joue un des rôles principaux, celui d'Oliver Ryan, dans la série de télévision Footballers' Wives: Extra Time (en).

## Filmographie
- 2005–2006 : Footballers' Wives: Extra Time (en) (série TV) : Oliver Ryan
- 2007 : Doctor Who, épisode L'Embouteillage sans fin : Milo